# 富厚堂
富厚堂位于中国湖南省双峰县荷叶镇富坨村（原属湘乡县），是清代名臣曾国藩家族的府第。

## 历史

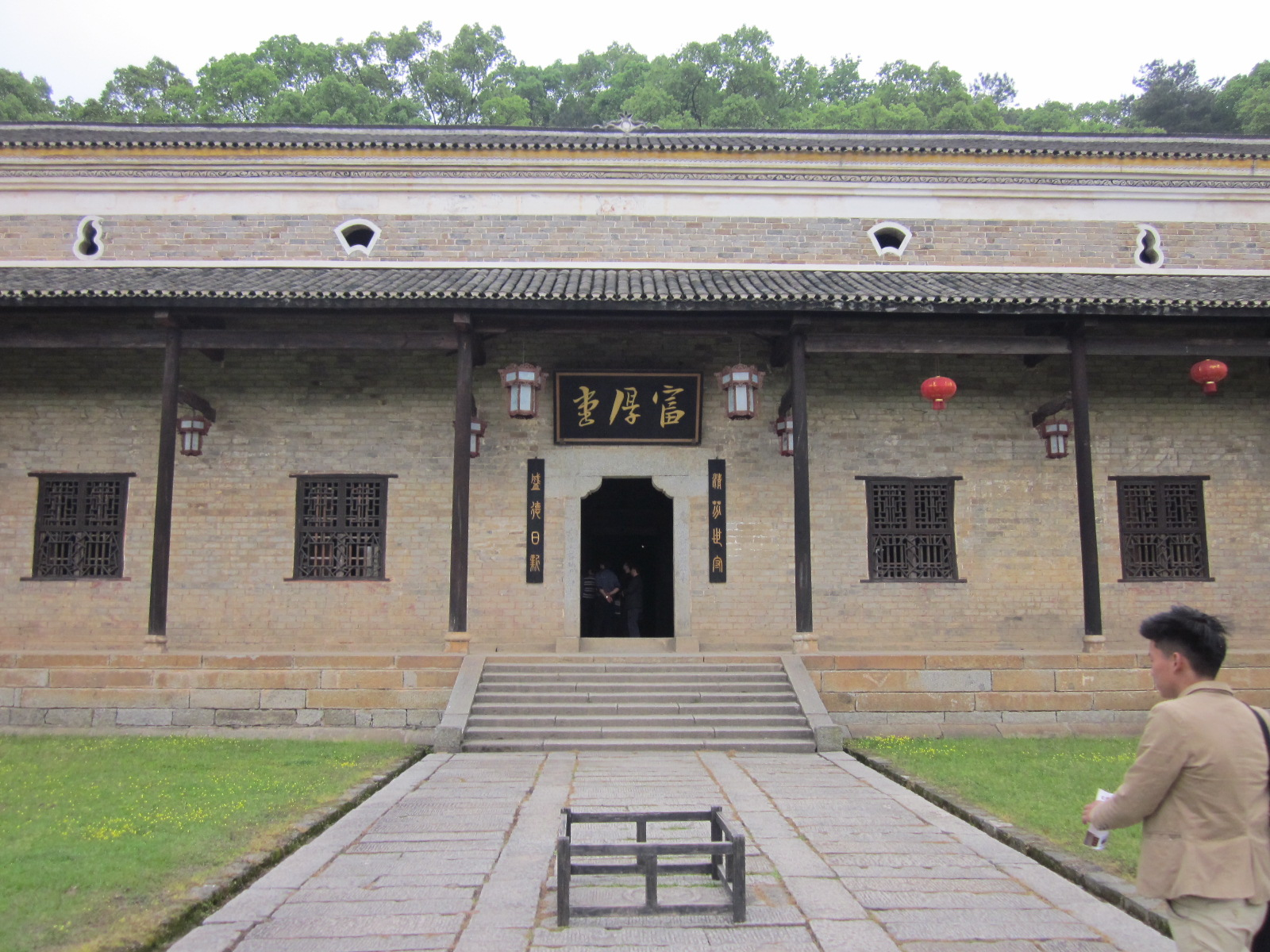
富厚堂远景。

曾氏家族在富坨村本有祖业田庄，清咸丰七年曾国藩于此建立家庙，田宅后分归其弟曾国荃，同治四年移归曾国藩所有，在其弟曾国潢等主持下进行大规模修葺，同治五年竣工，曾国藩家属移居于此。同治六年曾纪泽主持在其南侧修建藏书楼并于同治八年完工。同治十二年曾纪泽又进行了大量翻修和扩建，称为八本堂新宅，至光绪元年，富厚堂建设全面完成，曾氏家族世代居住于此。1949年富厚堂由当地政府接管，1951年后为荷叶区/乡政府机关驻地，在文化大革命等历次运动中还是受到了非常严重的破坏。1988年双峰县政府将其列为县级文物保护单位。1995年开始管理保护并开放参观。1996年被列为湖南省省级文物保护单位，并展开修复工作。2006年富厚堂藏书楼被列为全国重点文物保护单位。

## 结构
富厚堂背靠鳌鱼山，前临荷叶塘，占地面积40000余平方米，建筑面积9202.86平方米，座西朝东，土石砖木结构，回廊式布局，为侯府规制。其中求阙斋、归朴斋、思云馆、艺芳馆等四座藏书楼，共有藏书超过30万册，数量规模居于近代私人藏书楼之前列，曾国藩所藏清季军政史料文献和曾纪泽所藏西学典籍科技图书都具有极高价值。富厚堂藏书现存者大部为湖南省图书馆和湖南省博物馆收藏，部分被曾氏后裔带到台湾。

## 相关
- 曾国藩
- 曾纪泽
- 曾国藩故居